# Thomas von Scheele
Thomas von Scheele (ur. 13 marca 1969 w Bollnäs) – szwedzki tenisista stołowy, mistrz świata, drużynowy mistrz Europy. 

## Kariera
Życiowy sukces odniósł startując w mistrzostwach świata w Chibie w 1991 roku. Zdobył tam tytuł mistrza świata w grze podwójnej (w parze z Peterem Karlssonem).
W mistrzostwach Europy zdobył pięć medali, jednak nie odnosił tam sukcesów indywidualnie. Startował w igrzyskach olimpijskich w Atlancie (1996), nie odnosząc sukcesów.